# Immaculate
Immaculate is een Amerikaanse psychologische horrorfilm uit 2024, geregisseerd door Michael Mohan naar een scenario van Andrew Lobel.

## Verhaal
Cecilia, een vrome Amerikaanse zuster, krijgt een plaats aangeboden in een illuster klooster op het Italiaanse platteland. Haar ogenschijnlijk perfecte nieuwe huis blijkt al snel gruwelijke geheimen te bevatten.

## Rolverdeling
| Acteur                     | Personage               |
| -------------------------- | ----------------------- |
| Sydney Sweeney             | Zuster Cecilia          |
| Álvaro Morte               | Eerwaarde Sal Tedeschi  |
| Benedetta Porcaroli        | Zuster Gwen             |
| Dora Romano                | Moeder-overste          |
| Giorgio Colangeli          | Kardinaal Franco Merola |
| Simona Tabasco             | Zuster Mary             |
| Giulia Heathfield Di Renzi | Zuster Isabelle         |
| Giampiero Judica           | Dr. Gallo               |
| Giuseppe Lo Piccolo        | Deacon Enzo             |

## Productie
In oktober 2022 werd aangekondigd dat Sydney Sweeney de hoofdrol zou spelen in de nieuwste film van Michael Mohan, waarbij Sweeney en Jonathan Davino produceren voor Fifty-Fifty Films, naast Teddy Schwarzman en Michael Heimler van Black Bear Pictures en David Bernad. De productie ging van start in januari 2023. In februari 2023 vervoegden Álvaro Morte, Benedetta Porcaroli, Dora Romano, Giorgio Colangeli en Simona Tabasco de cast. De filmopnames gingen door in Rome.

## Release
Immaculate ging op 12 maart 2024 in première op het South by Southwest-festival.